# Campionati del mondo di atletica leggera 2019 - Lancio del disco femminile
La gara del lancio del disco femminile dei campionati del mondo di atletica leggera 2019 si è svolta tra il 2 e il 4 ottobre allo Stadio Internazionale Khalifa di Doha, in Qatar.

## Podio
| Pos.    | Atleta          | Nazionalità | Misura  |
| ------- | --------------- | ----------- | ------- |
| Oro     | Yaimé Pérez     | Cuba        | 69,17 m |
| Argento | Denia Caballero | Cuba        | 68,44 m |
| Bronzo  | Sandra Perković | Croazia     | 66,72 m |

## Situazione pre-gara

### Record
Prima di questa competizione, il record del mondo (RM) e il record dei campionati (RC) erano i seguenti.
| Record                | Prestazione | Atleta                        | Data                                       | Competizione  |
| --------------------- | ----------- | ----------------------------- | ------------------------------------------ | ------------- |
| Record mondiale       | 76,80 m     | Gabriele Reinsch Germania Est | 7 luglio 1988 Neubrandenburg, Germania Est |               |
| Record dei campionati | 71,62 m     | Martina Hellmann Germania Est | 31 agosto 1987 Roma, Italia                | Mondiali 1987 |

### Campioni in carica
I campioni in carica, a livello mondiale e olimpico, erano:
| Campione | Atleta                  | Prestazione | Data                                   | Competizione                |
| -------- | ----------------------- | ----------- | -------------------------------------- | --------------------------- |
| Olimpico | Sandra Perković Croazia | 69,21 m     | 16 agosto 2016 Rio de Janeiro, Brasile | Giochi della XXXI Olimpiade |
| Mondiale | Sandra Perković Croazia | 70,31 m     | 13 agosto 2017 Londra, Regno Unito     | Mondiali 2017               |

### La stagione
Prima di questa gara, gli atleti con le migliori tre prestazioni dell'anno erano:
| Pos. | Atleta                  | Prestazione | Data                               |
| ---- | ----------------------- | ----------- | ---------------------------------- |
| 1    | Yaimé Pérez Cuba        | 69,39 m     | 16 luglio 2019 Sotteville, Francia |
| 2    | Denia Caballero Cuba    | 69,20 m     | 20 giugno 2019 Huelva, Spagna      |
| 3    | Sandra Perković Croazia | 68,58 m     | 10 agosto 2019 Varaždin, Croazia   |

## Risultati

### Qualificazione
La gara si è svolta il 2 ottobre alle ore 18:00. Si sono qualificati alla finale chi ha raggiunto i 63,00 m (Q) o le migliori dodici misure (q).
| Pos. | Gruppo | Atleta                    | Nazionalità | 1ª prova | 2ª prova | 3ª prova | Misura | Note                                     |
| ---- | ------ | ------------------------- | ----------- | -------- | -------- | -------- | ------ | ---------------------------------------- |
| 1    | A      | Yaimé Pérez               | Cuba        | 67,78    |          |          | 67,78  | Q                                        |
| 2    | B      | Denia Caballero           | Cuba        | x        | 65,86    |          | 65,86  | Q                                        |
| 3    | B      | Sandra Perković           | Croazia     | 65,20    |          |          | 65,20  | Q                                        |
| 4    | A      | Mélina Robert-Michon      | Francia     | 64,02    |          |          | 64,02  | Q                                        |
| 5    | B      | Laulauga Tausaga          | Stati Uniti | 61,33    | 63,94    |          | 63,94  | Q                                        |
| 6    | A      | Kristin Pudenz            | Germania    | 63,35    |          |          | 63,35  | Q                                        |
| 7    | A      | Chen Yang                 | Cina        | 62,09    | 62,83    | 63,10    | 63,10  | Q                                        |
| 8    | B      | Nadine Müller             | Germania    | 61,06    | 62,33    | 62,93    | 62,93  | q                                        |
| 9    | B      | Feng Bin                  | Cina        | 60,22    | 62,51    | 62,09    | 62,51  | q                                        |
| 10   | B      | Fernanda Martins          | Brasile     | x        | 62,33    | 60,53    | 62,33  | q                                        |
| 11   | A      | Claudine Vita             | Germania    | 61,24    | 62,31    | 62,09    | 62,31  | q                                        |
| 12   | A      | Valarie Allman            | Stati Uniti | 57,99    | x        | 62,25    | 62,25  | q                                        |
| 13   | B      | Chioma Onyekwere          | Nigeria     | 61,38    | x        | x        | 61,38  | Miglior prestazione personale            |
| 14   | A      | Kelsey Card               | Stati Uniti | 60,15    | 61,32    | 59,39    | 61,32  |                                          |
| 15   | A      | Chrysoula Anagnostopoulou | Grecia      | 56,43    | 58,33    | 59,91    | 59,91  | Miglior prestazione personale stagionale |
| 16   | A      | Shanice Love              | Giamaica    | x        | 56,65    | 59,50    | 59,50  |                                          |
| 17   | B      | Eliška Staňková           | Rep. Ceca   | 58,64    | 57,41    | 58,98    | 58,98  | Miglior prestazione personale stagionale |
| 18   | B      | Jorinde van Klinken       | Paesi Bassi | x        | 58,58    | x        | 58,58  |                                          |
| 19   | B      | Shadae Lawrence           | Giamaica    | 57,55    | 58,51    | x        | 58,51  |                                          |
| 20   | B      | Daisy Osakue              | Italia      | 57,55    | x        | x        | 57,55  |                                          |
| 21   | A      | Dragana Tomašević         | Serbia      | x        | 57,13    | 56,93    | 57,13  |                                          |
| 22   | B      | Daria Zabawska            | Polonia     | x        | 57,05    | x        | 57,05  |                                          |
| 23   | B      | Irina Rodrigues           | Portogallo  | x        | 56,21    | x        | 56,21  |                                          |
| 24   | B      | Vanessa Kamga             | Svezia      | 53,58    | 55,87    | x        | 55,87  |                                          |
| 25   | A      | Natalija Semenova         | Ucraina     | x        | 54,68    | 54,57    | 54,68  |                                          |
| 26   | A      | Liliana Cá                | Portogallo  | 52,89    | 51,36    | 54,31    | 54,31  |                                          |
| 27   | A      | Melany Matheus            | Cuba        | 52,52    | x        | 51,64    | 52,52  |                                          |
| 28   | A      | Alexandra Emilianov       | Moldavia    | x        | 52,05    | 50,86    | 52,05  |                                          |
| 29   | B      | Nanaka Kori               | Giappone    | 46,03    | 48,82    | 48,01    | 48,82  |                                          |
|      | A      | Marija Tolj               | Croazia     | x        | x        | x        | nm     |                                          |

### Finale
La gara si è svolta il 4 ottobre a partire dalle ore 21:00.
| Pos. | Atleta               | Nazionalità | 1ª prova | 2ª prova | 3ª prova | 4ª prova | 5ª prova | 6ª prova | Misura | Note |
| ---- | -------------------- | ----------- | -------- | -------- | -------- | -------- | -------- | -------- | ------ | ---- |
|      | Yaimé Pérez          | Cuba        | 68,10    | 65,01    | 65,76    | 68,01    | 69,17    | 64,61    | 69,17  |      |
|      | Denia Caballero      | Cuba        | x        | 66,80    | 67,32    | 68,44    | x        | 65,64    | 68,44  |      |
|      | Sandra Perković      | Croazia     | 66,72    | 62,30    | 66,19    | x        | x        | x        | 66,72  |      |
| 4    | Chen Yang            | Cina        | 59,54    | 61,50    | 63,38    | x        | 61,31    | x        | 63,38  |      |
| 5    | Feng Bin             | Cina        | 62,48    | x        | x        | 61,31    | x        | 61,00    | 62,48  |      |
| 6    | Fernanda Martins     | Brasile     | 60,47    | 62,44    | 61,11    | x        | x        | 62,24    | 62,44  |      |
| 7    | Valarie Allman       | Stati Uniti | x        | 61,82    | 59,40    | x        | x        | x        | 61,82  |      |
| 8    | Nadine Müller        | Germania    | x        | 59,88    | 60,98    | 61,55    | x        | 60,35    | 61,55  |      |
| 9    | Claudine Vita        | Germania    | 60,77    | 59,14    | x        |          |          |          | 60,77  |      |
| 10   | Mélina Robert-Michon | Francia     | x        | 59,99    | 57,64    |          |          |          | 59,99  |      |
| 11   | Kristin Pudenz       | Germania    | 55,94    | 57,69    | x        |          |          |          | 57,69  |      |
|      | Laulauga Tausaga     | Stati Uniti | x        | x        | x        |          |          |          | nm     |      |